# Christopher Wren
Pour les articles homonymes, voir Wren.
Sir Christopher Wren (né le 20 octobre 1632 à East Knoyle, mort le 25 février 1723 à Hampton Court) est un savant et architecte britannique du XVIIe siècle, célèbre pour son rôle dans la reconstruction de Londres après le Grand incendie de 1666. Wren est connu en particulier pour la conception de la cathédrale Saint-Paul de Londres, considérée comme étant son chef-d'œuvre, une des rares cathédrales construites en Angleterre après la période médiévale, ainsi que la seule cathédrale classique et baroque dans le pays.

## Les années de formation
Fils de Christopher Wren et Mary Cox, Christopher Wren naît en 1632 dans le Wiltshire, où son père est membre du clergé. En 1634, ce dernier se voit offrir le poste de doyen de Windsor, occupé jusqu'alors par son frère Matthew Wren, qui vient d'être nommé évêque de Hereford. Durant son enfance, Christopher sera compagnon de jeu du prince de Galles Charles Ier.
À l'âge de neuf ans, il est envoyé à la Westminster School de Londres. La famille Wren, aux convictions royalistes affirmées, souffre de quelques difficultés dans la période troublée de la guerre civile anglaise. Matthew Wren, alors évêque d'Ely est emprisonné pendant huit ans à la tour de Londres. Son père lui-même est obligé de quitter Windsor pour se réfugier à Bristol, mais, lorsque Christopher a onze ans, sa sœur aînée se marie avec le mathématicien William Holder et la famille Wren vient s'installer à Bletchingham (en) dans l'Oxfordshire, chez les Holder. William Holder est alors le précepteur de Christopher qu'il encourage à découvrir l'astronomie.

## Le savant
En 1646, au sortir de la Westminster School, Wren n'entre pas aussitôt à l'université. Durant les trois années suivantes, durant lesquelles certains prétendent que sa santé est précaire, il assiste le docteur Charles Scarborough, le futur médecin royal, dans différentes études anatomiques, et fait aussi, pour son propre compte, des travaux mathématiques sur le cadran solaire, une maquette du système solaire où il met à l'œuvre tant ses connaissances scientifiques que ses aptitudes artistiques.

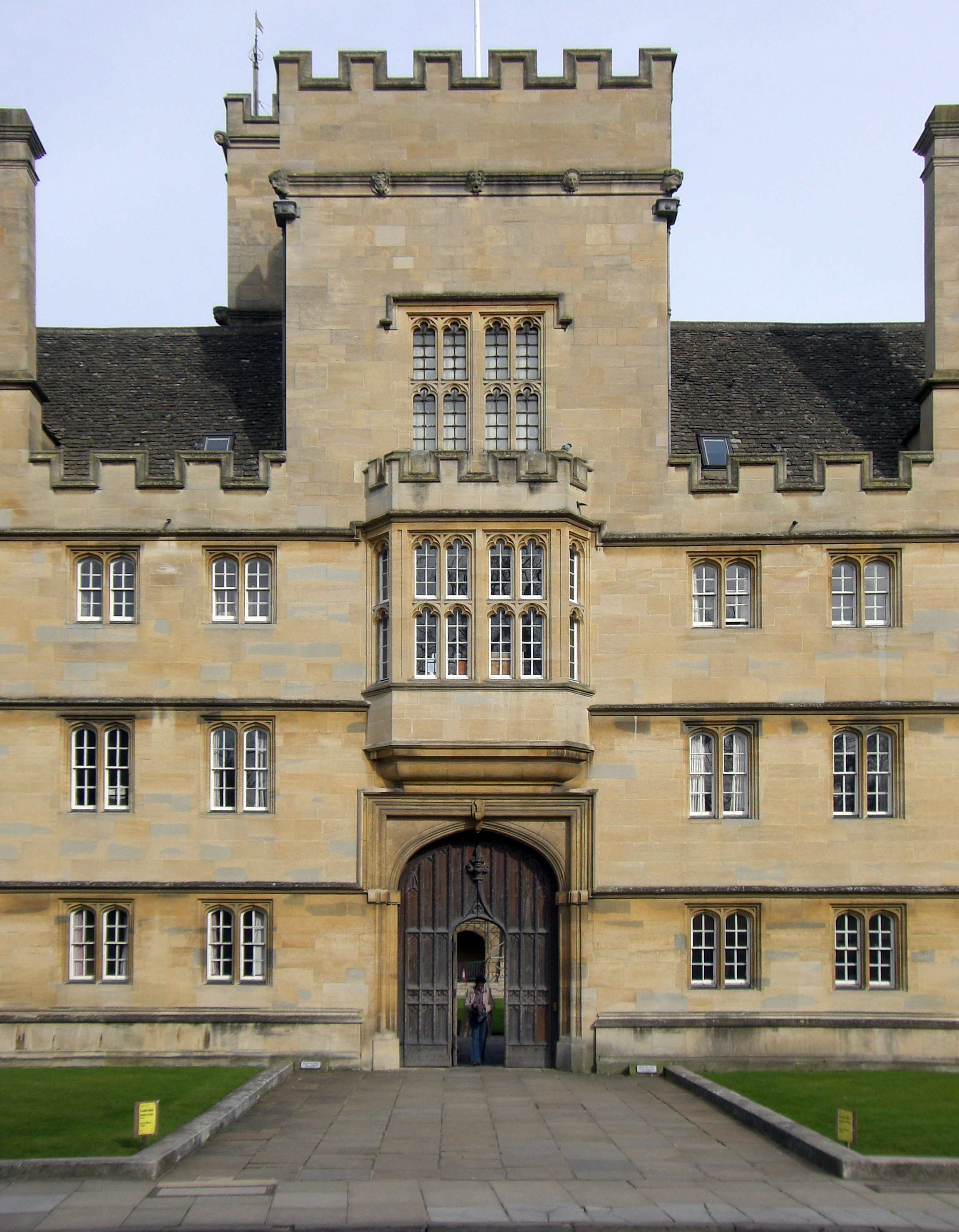
Wadham Collège, Oxford, où Wren a été étudiant de 1649 à 1651.

Wren entre au Wadham College à Oxford le 25 juin 1649 et obtient sa licence le 18 mars 1651 et sa maîtrise en 1653. Il est élu Fellow de l'université All Souls la même année et vit dans ses locaux jusqu'en 1657. Il continue ses expérimentations en anatomie, dessinant des croquis du cerveau humain pour la Willis's Cerebri anatome, une anatomie célèbre dirigée par Thomas Willis et qui sera éditée en 1664, faisant la démonstration d'une transfusion sanguine entre deux chiens. Il fait preuve à cette époque d'une inventivité débordante dans un grand nombre de domaines.
Il est ensuite nommé professeur d'astronomie au Gresham College à Londres en 1657. Il avait commencé des observations de la planète Saturne à partir de 1652 dans le but d'expliquer son étrange apparence. Il expose ses hypothèses dans le De corpore saturni lorsque Christian Huygens présente sa théorie sur les anneaux de Saturne. Wren reconnaît immédiatement que cette théorie est plus satisfaisante que la sienne et ne publie pas.
Wren fait partie d'un groupe de discussion scientifique de l'université de Gresham qui, en 1660, organise des réunions hebdomadaires formelles, et il joue un rôle incontestable dans la genèse de ce qui deviendra la Royal Society. Sa grande diversité d'intérêts entraîne de multiples échanges d'idées entre savants et ses conférences sont des réunions qui préfigurent celles de la Royal Society. Le compte-rendu de la première réunion formelle de la Société indique d'ailleurs :
« Mémorandum du 28 novembre 1660. Ces personnes, suivant la coutume habituelle de la plupart d'entre elles, se sont réunies au Gresham College pour entendre la conférence de M. Wren, à savoir : Lord Brouncker, M. Boyle, M. Bruce, Sir Robert Moray, Sir Paule Neile, Dr Wilkins, Dr Goddard, Dr Petty, M. Ball, M. Rooke, M. Wren, M. Hill. Et après la fin de la conférence, ils se sont retirés, selon la manière habituelle, pour une conversation mutuelle. ». 
Wren en est donc l'un des membres fondateurs et il en sera le président de 1680 à 1682. Il devient, en 1661, professeur à Oxford, titulaire de la chaire savilienne d'astronomie, poste qu'il conservera jusqu'en 1673. C'est à cette époque qu'il produit ses plus importantes contributions aux mathématiques. Isaac Newton, pourtant avare de compliments, affirme dans ses Philosophiae Naturalis Principia Mathematica que Wren est, avec John Wallis et Christian Huygens, parmi les plus grands mathématiciens de son temps. 
Le 15 juillet 1662, ce groupe de distingués gentlemen reçoit une charte royale des mains de Charles II confirmant la constitution de la Société Royale, puis une deuxième charte royale le 22 avril 1663, fondatrice de la « Société royale de Londres pour l'amélioration des connaissances naturelles » (The Royal Society of London for improving Natural Knowledge).

## L'architecte
On n'a aucune certitude sur l'origine de l'intérêt de Wren pour l'architecture, bien que l'on sache que lors de sa période 1646-1649, il a fait des recherches sur la manière de défendre les villes et fortifier les ports. Il a certainement lu le De Architectura de Vitruve alors qu'il était étudiant à Oxford. En 1661, il est invité à travailler aux fortifications du port de Tanger et, bien qu'il ait décliné cette offre, il est considéré à cette date comme quelqu'un qui peut diriger un projet architectural d'une telle importance. En 1663, Christopher Wren visite Rome, où il effectue une étude complète du théâtre de Marcellus, travaillant tant sur les ruines du théâtre que sur les dessins le montrant dans sa forme originale. Ce travail aura de profondes répercussions dans les conceptions architecturales de Wren et l'influence du théâtre est clairement évidente dans ses premières réalisations. Un séjour à Paris, en 1665, pour échapper à la peste qui sévit à Londres, laisse aussi sa marque sur le futur architecte de la capitale anglaise, particulièrement ses visites aux églises de la Sorbonne et des Invalides.
En 1663, missionné par son oncle alors évêque d'Ely, il construit la chapelle de Pembroke College à Cambridge. La même année, il soumet à la Société royale une proposition de construction pour le Sheldonian Theatre à Oxford, un bâtiment dont l'érection débute en 1664 et qui est le premier de ses projets comportant un dôme. Wren le mathématicien est devenu Wren l'architecte. Il poursuit en 1668 avec la chapelle d'Emmanuel College (Cambridge) à Cambridge et le Garden Quadrangle de Trinity College à Oxford.

## Le reconstructeur de Londres
Mais, la grande occasion de faire ses preuves de maître-architecte vient lorsqu'il faut procéder à la reconstruction de Londres après le Grand incendie de 1666. Nommé commissaire pour la reconstruction de la ville de Londres (Commissioner for Rebuilding the City of London) en cette même année, il effectue un relevé de la zone détruite par l'incendie avec l'aide de trois arpenteurs, l'un étant Robert Hooke. Wren redessine le plan de la ville entière, prévoyant de larges avenues rayonnant depuis un espace central, mais les propriétaires des terrains feront échouer la mise en application de ce plan directeur. Il dirige aussi la reconstruction de 51 églises, et malgré la lourdeur de la charge, reste titulaire de sa chaire d'astronomie à Oxford.
Il s'adjoint la collaboration de nombreux artistes tels que les sculpteurs Grinling Gibbons, Pierre van Dievoet ou Arnold Quellin.

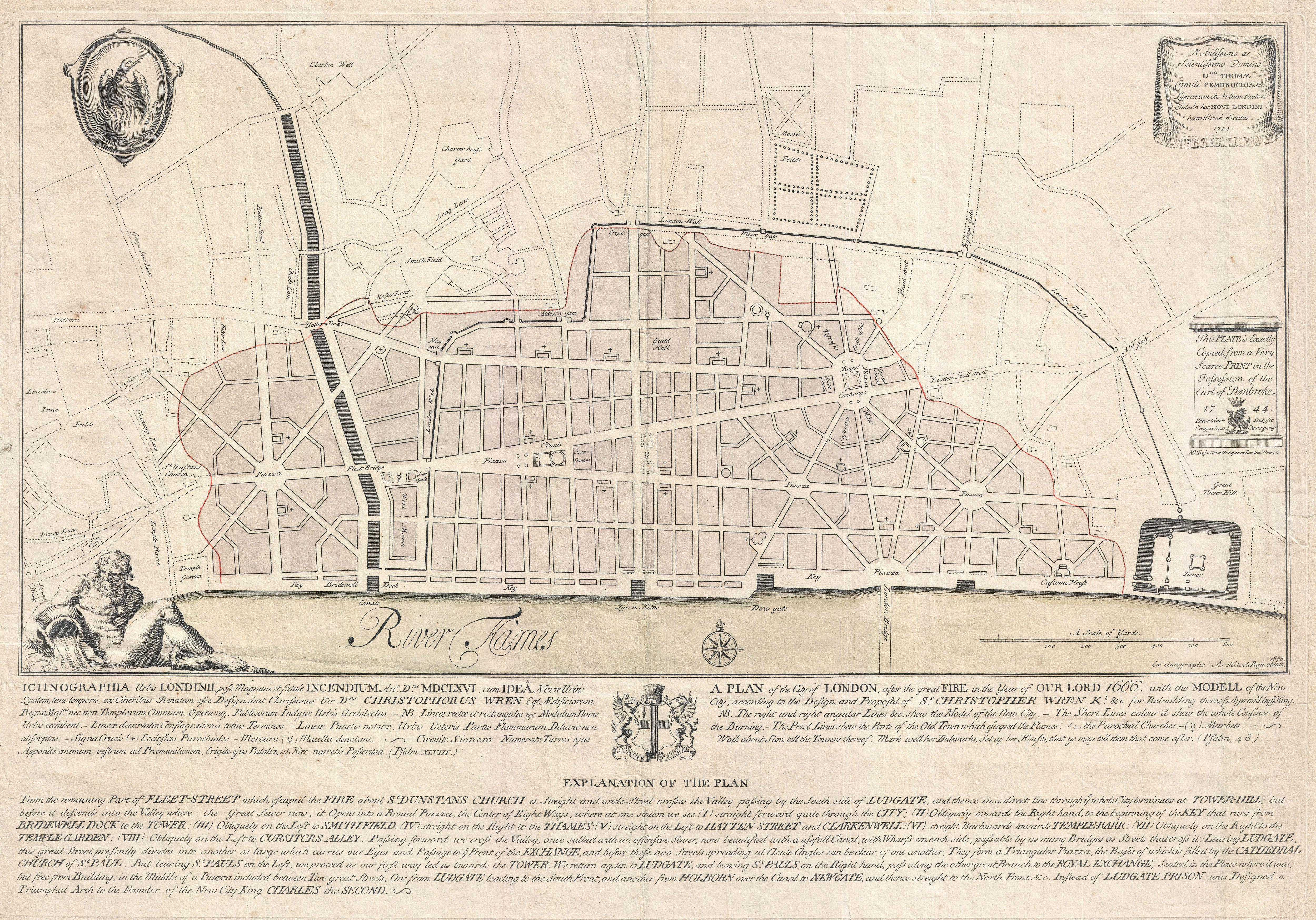
Plan de Londres, par Christopher Wren (1744).
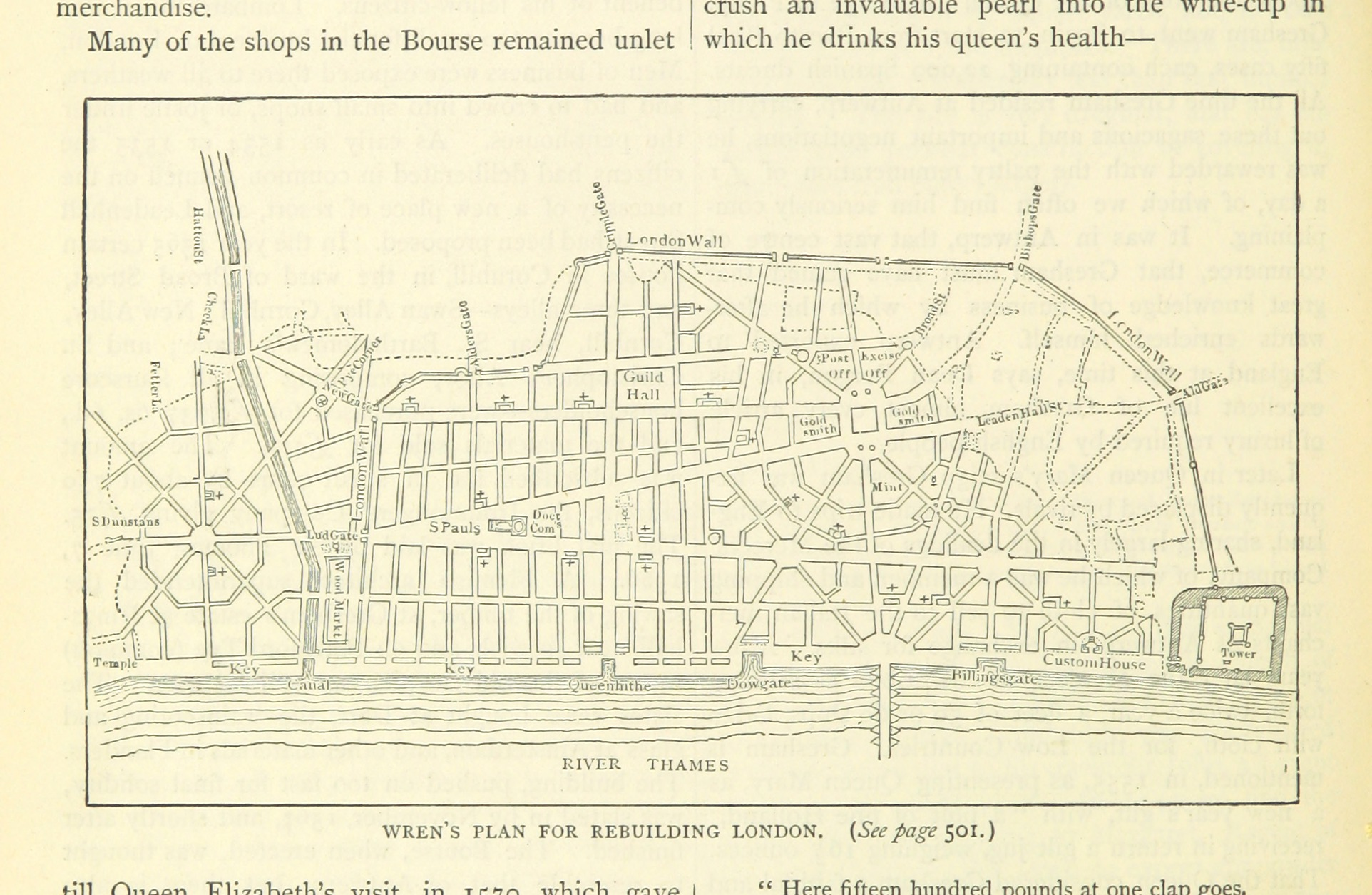
Plan de Londres, par Christopher Wren (1873).

En 1669, Wren est nommé Surveyor of St Paul's Cathedral. Il avait déjà été impliqué dans les travaux de réparation de l'ancienne cathédrale en 1663 et tout naturellement ce poste lui revient depuis qu'il est devenu Surveyor-General of the King's Works, cette même année. Cette situation officielle lui permet aussi de penser au mariage et il épouse Faith Coghill, une vie commune qui ne durera que six ans, son épouse mourant en septembre 1675, peu de temps après avoir donné naissance à leur second enfant. En 1677, Wren épouse, en secondes noces, Jane Fitzwilliam, mais celle-ci meurt de la tuberculose en 1679 après lui avoir donné deux nouveaux enfants.

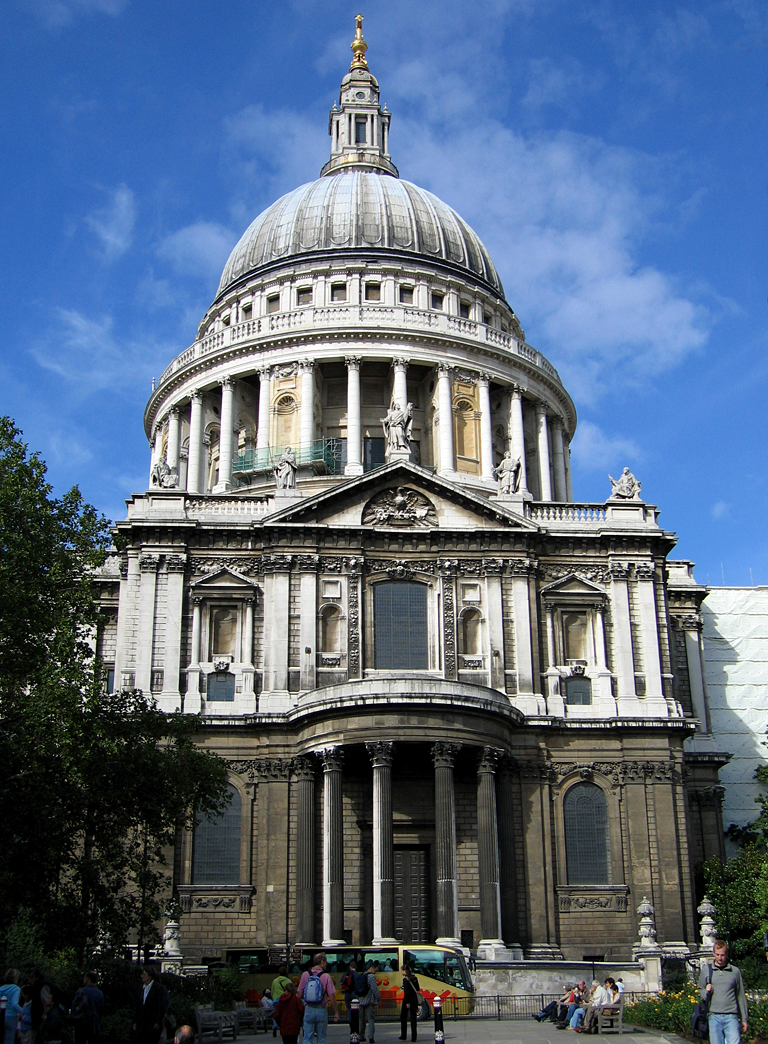
Cathédrale Saint-Paul de Londres.

Wren est surtout connu aujourd'hui comme l'architecte de la cathédrale Saint-Paul de Londres. En mai 1666, peu avant le grand incendie qui va ravager Londres en septembre et la cathédrale en particulier, il est chargé d'étudier son remplacement, car elle est en très mauvais état. Son premier projet est refusé par le conseil de la cité de Londres (London City Council) parce qu'on considère qu'il manque de grandeur et Wren présente alors en 1674 un second projet, un plan accompagné d'une maquette (aujourd'hui conservée au musée de South Kensington), qui est rejeté par le clergé, car sa conception est trop inspirée par l'architecture grecque antique ce qui est considéré comme inapproprié pour une église chrétienne. Malgré les drames de sa vie personnelle, à cette époque, Wren se remet au travail et produit un troisième projet en forme de croix latine et surmonté d'un large dôme. C'est ce dernier qui est à la base de la construction actuelle, mais Wren qui n'est pas satisfait de sa conception originale et obtient la permission royale de la modifier, le fera tout au long des travaux qui dureront trente-cinq ans.
L'étude de ce dôme a débuté en 1669, et contrairement à une croyance populaire très répandue, la conception de la coupole intermédiaire ne relève pas du modèle de construction de la « chaînette renversée », prôné par Robert Hooke : la courbe formée par une chaîne de suspension, lorsque renversée, donne la forme d'un arc de maçonnerie « parfait », contenant et suivant la ligne de poussée. Bien que, Christopher Wren et Robert Hooke, aient eu connaissance des propriétés remarquables de cette courbe, ils étaient incapables à l'époque, d'en trouver une formulation mathématique exacte (qui n'est venue qu'en 1691 avec Jacques Bernoulli, Leibniz et Huygens). Cette esquisse, datant de 1690, représente un moment clé, dans la conception de la cathédrale Saint-Paul. L'inscription de la main de son élève Nicholas Hawksmoor, se trouvant en bas de cette esquisse est notée comme étant l'œuvre de Christopher Wren. Dans l'esquisse, on trouve une « approximation » de la courbe de la chaînette renversée : cette courbe est une parabole cubique (voir la figure 2 du document en référence, et les trois courbes superposées). Le dôme est formé par le conoïde, décrit par la rotation de la demi-parabole cubique y=x3, sur l'axe des ordonnées. Le dôme pèse 65 000 tonnes et a été inauguré en 1708.
Âgé de quarante-trois ans au moment du début des travaux, il n'espérait pas voir le bâtiment achevé, mais sa longévité remarquable (il décèdera à l'âge de quatre-vingt-dix ans), lui permettra de voir son œuvre terminée en 1711, soit douze ans avant sa mort.

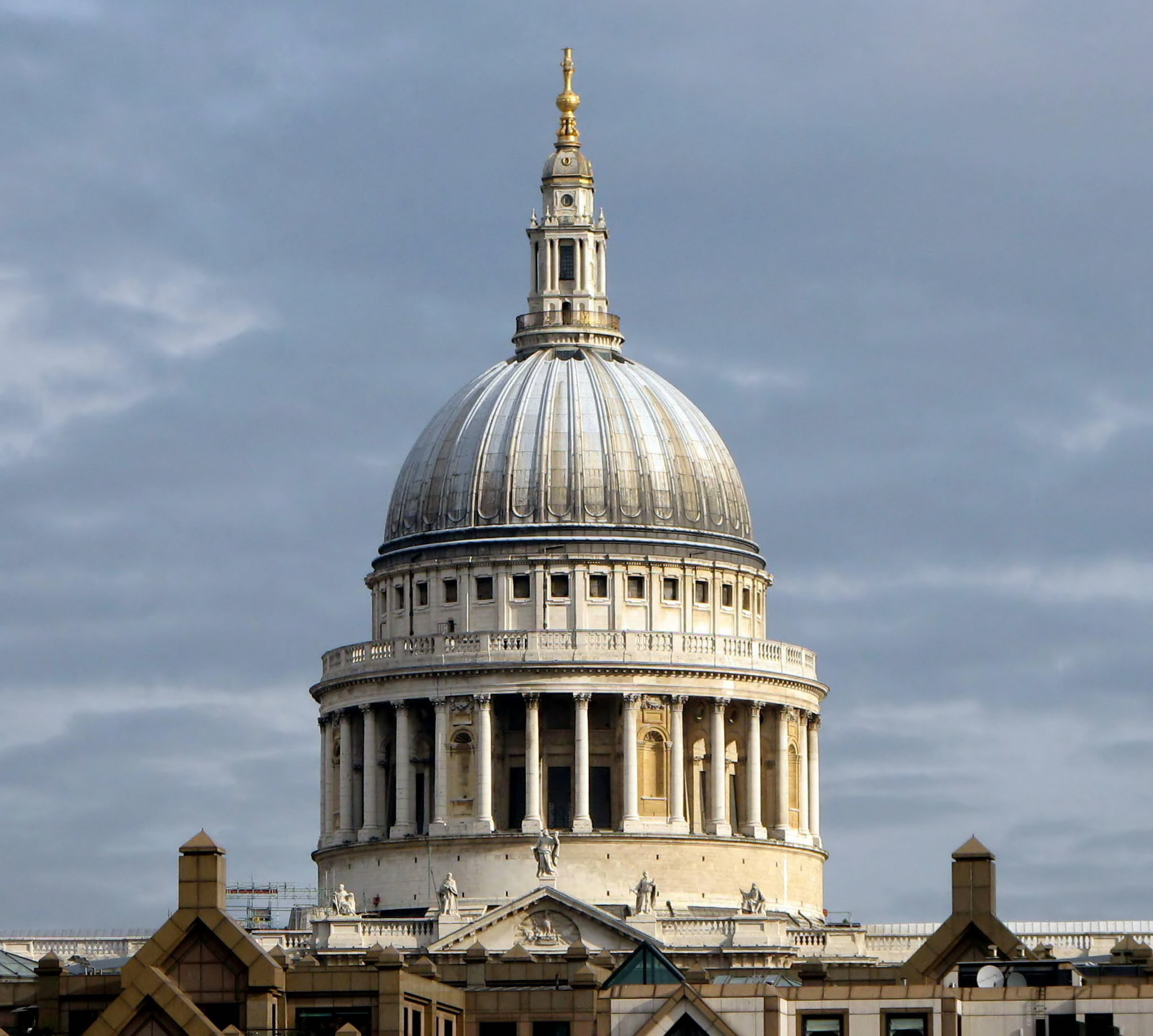
Dôme de la cathédrale Saint-Paul de Londres.
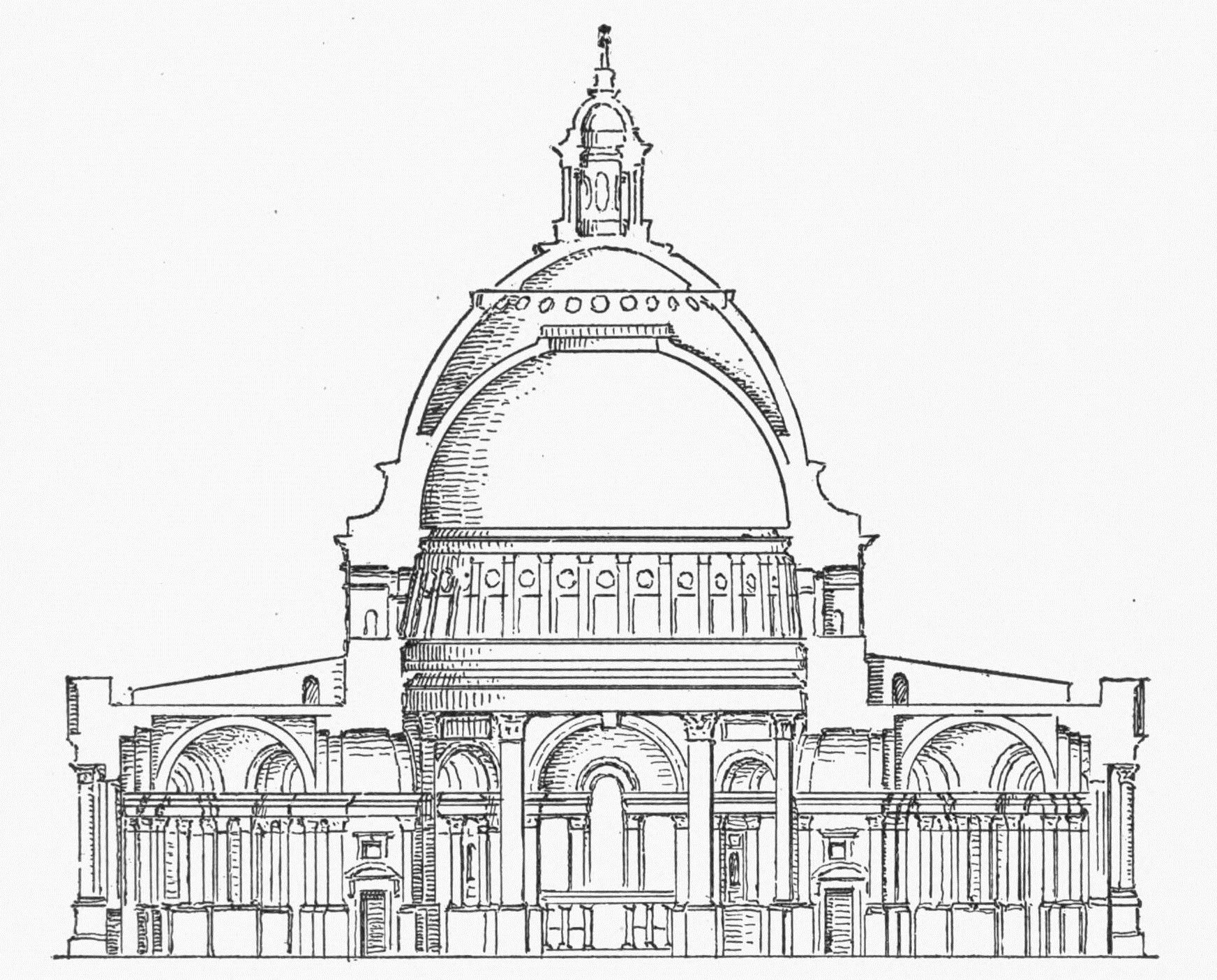
Dôme de la cathédrale Saint-Paul de Londres.
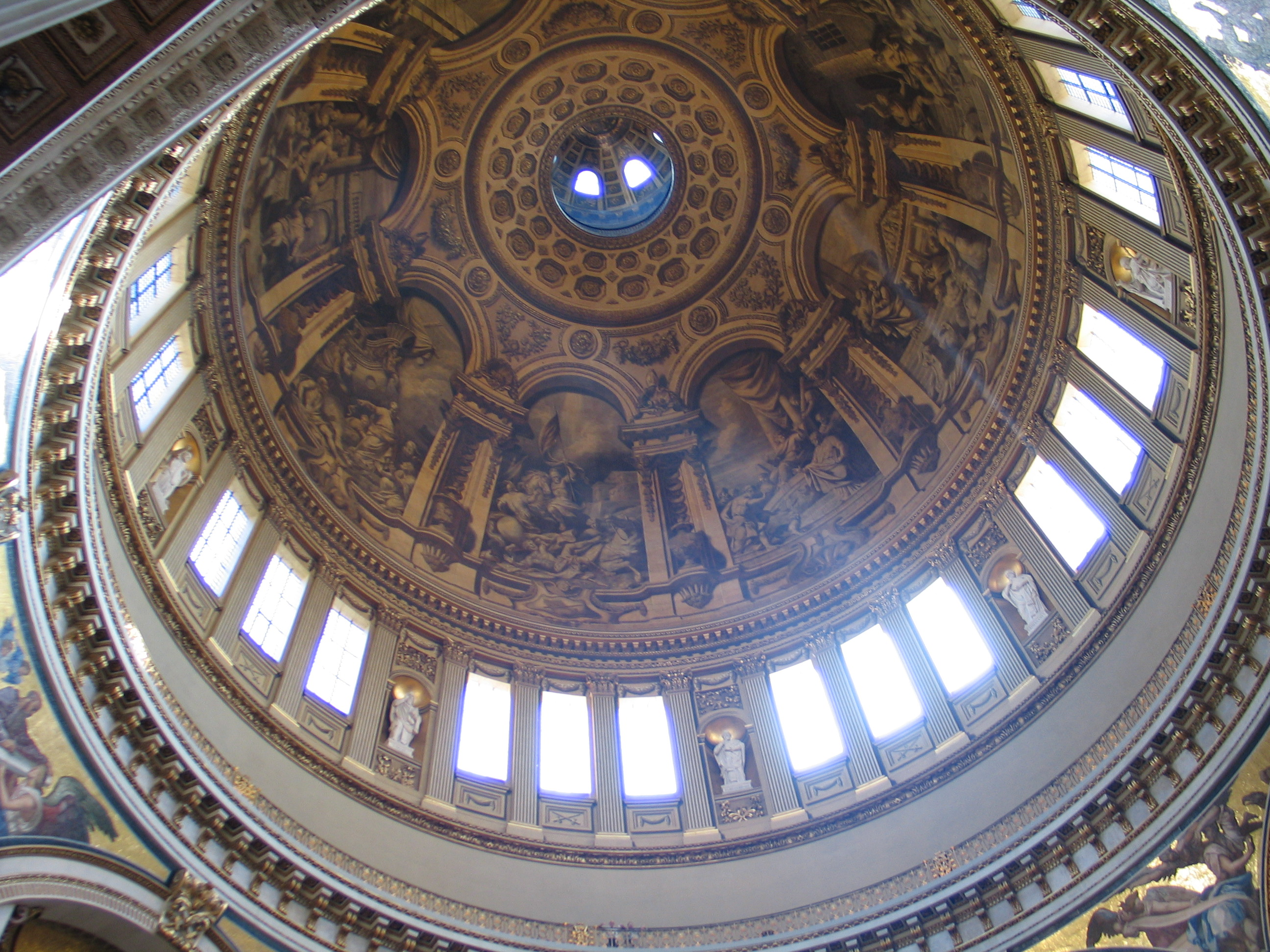
Coupole intérieure de la cathédrale Saint-Paul de Londres.

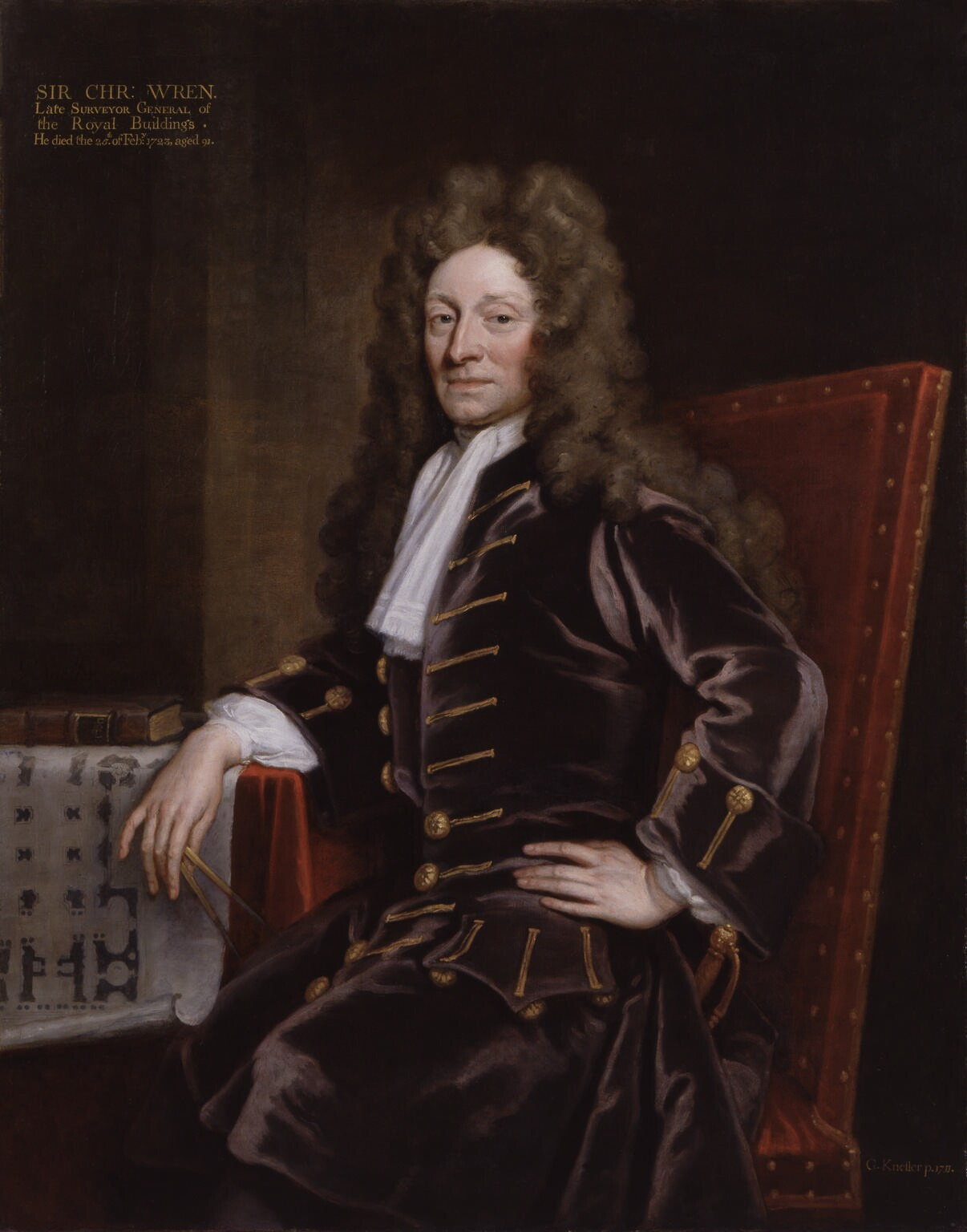
Portrait de Christopher Wren par Godfrey Kneller, en 1711.

Cette même année 1675, il est missionné par le roi Charles II pour construire l'Observatoire royal de Greenwich, pour John Flamsteed qui vient d'être nommé premier astronome royal d'Angleterre. Mais le trésor royal n'est pas au mieux et on demande à Wren de faire preuve d'économie. Plutôt qu'à faire des observations astronomiques, ce centre est destiné à effectuer des recherches sur le problème du calcul de la longitude, sa résolution pouvant offrir à l'Angleterre un avantage important dans la conquête des mers.
En 1683, vénérable de la loge de Saint-Paul, il est élu grand maître de la « Très ancienne et vénérable confrérie des Maçons libres et acceptés d'Angleterre »,. Il sera réélu à cette charge en 1698, mais s'en démettra après avoir été destitué de ses fonctions d'architecte de la Couronne par le roi Guillaume d'Orange.
Il attrape un refroidissement et meurt le 25 février 1723. Le 5 mars suivant, il est enterré dans la cathédrale Saint-Paul, dans l'aile sud du chœur, côté est. À l'intérieur de la cathédrale, une inscription qui lui est consacrée dit : « Lector, si monumentum requiris, circumspice » (« Toi qui lis cette inscription, si tu cherches son tombeau, regarde autour de toi »). Christopher Wren avait été fait chevalier en 1673 et fut membre du Parlement de 1685 à 1688 et de 1702 à 1705.
Ses réalisations auront une certaine influence en France et l'on trouve notamment en Bretagne des églises inspirées de la cathédrale Saint-Paul de Londres.

## Principaux travaux

### Chapelles
- Chapelle de l'université de Pembroke (Cambridge)
- Chapelle de l'université Emmanuel (Cambridge)
- Chapelle catholique du palais de Whitehall à Londres

### Églises

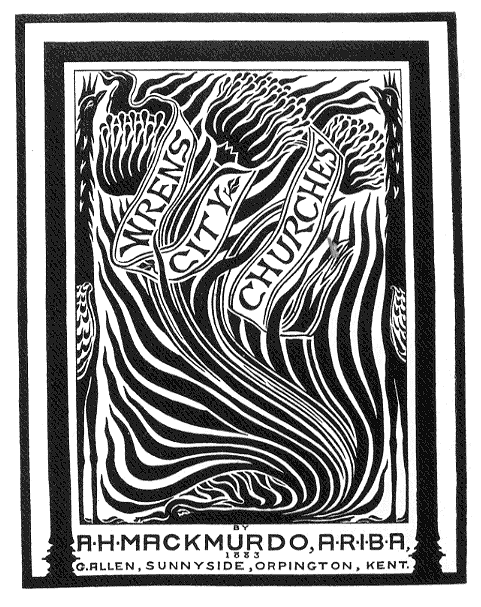
L'essai Wren's City Churches par Arthur Heygate Mackmurdo (1883).

#### Toujours visibles
- Christ Church Greyfriars, Newgate Street, Londres (ruines)
- Église Saint-Andrew by the Wardrobe (en), Londres
- Église Saint-Andrew, Holborn (en), Londres
- Église Saint-Anne and St Agnes, Gresham Street, Londres
- Église Saint-Benet Fink, Threadneedle Street, Londres
- Église Saint-Benet Paul's Wharf, Queen Victoria Street, Londres
- Église Saint-Bride, Fleet Street, Londres
- Église Saint-Clement Danes, The Strand, Westminster, Londres
- Église Saint-Clement Eastcheap, Londres
- Église Saint-Dunstan in the East, Londres (ruines)
- Église Saint-Edmund the King, Lombard Street, Londres
- Église Saint-James Garlickhythe, Garlick Hill, Londres
- Église St James, Piccadilly, Westminster, Londres
- Église Saint-Lawrence Jewry, Londres
- église Saint-Magnus Martyr, Lower Thames Street, Londres
- Église Saint-Margaret Pattens, Londres
- Église Saint-Margaret, Lothbury, Londres
- Église Saint-Martin Ludgate, Londres
- Église Saint-Mary Abchurch, Londres
- Église Saint-Mary Aldermary, Londres
- Église Saint-Mary-at-Hill, Thames Street, Londres
- Église Saint-Mary-le-Bow, Cheapside, Londres
- Église Saint-Michael Paternoster Royal, College Hill, Londres
- Église Saint-Michael, Cornhill, Londres (tour et portion haute du bâtiment)
- Abbaye Saint-Nicholas Cole, Londres
- Cathédrale Saint-Paul de Londres
- Église Saint-Peter upon Cornhill, Cornhill, Londres
- Église Saint-Stephen Walbrook, Londres
- Église Saint-Vedast alias Foster, Foster Lane, Londres
- Église Ingestre, Staffordshire

#### Détruites sauf leurs tours
- Église Saint-Alban, Wood Street, Londres
- Église Saint-Augustine with St Faith, Watling Street, Londres
- Église Saint-Mary Somerset, Thames Street, Londres
- Église Saint-Olave Old Jewry, Londres

#### Détruites complètement
- All Hallows the Great, Lombard Street, Londres
- All Hallows, Bread Street, Londres
- Église Saint-Anne's Church, Soho
- Église Saint-Antholin, Watling Street, Londres
- Église Saint-Bartholomew-by-the-Exchange, Exchange, Londres
- Église Saint-Benet, Gracechurch Street, Londres
- Église Saint-Christopher-le-Stocks, Threadneedle Street, Londres
- Église Saint-Dionis Backchurch, Fenchurch Street, Londres
- Église Saint-George, Botolph Lane, Londres
- Église Saint-Mary Aldermanbury, Londres
- Église Saint-Mary Magdalene, Old Fish Street, Londres
- Église Saint-Matthew, Friday Street, Londres
- Église Saint-Michael Queenhithe, Upper Thames Street, Londres
- Église Saint-Michael, Crooked Lane, Londres
- Église Saint-Michael, Wood Street, Londres
- Église Saint-Mildred, Bread Street, Londres
- Église Saint-Mildred, Poultry, Londres
- Église Saint-Stephen Coleman, Coleman Street, Londres
- Église Saint-Swithin London Stone, Cannon Street, Londres

### Palais, pièces d'apparat, bureaux gouvernementaux, monuments, etc.
- Palais de Winchester, Winchester
- Appartement de la Reine et jardin en terrasse, Whitehall Palace
- Modernisation du Palais de Hampton Court
- Reconstruction du palais de Kensington
- Court House, Windsor
- The Custom House, Londres
- The Navy Office, Seething Lane, Londres
- Guard House, château de Windsor
- Marlborough House, quartier de Westminster, Londres
- Monument au Grand incendie de Londres, Fish Street Hill, Londres

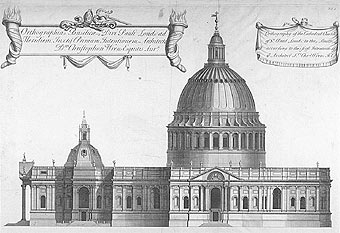
Projet initial en croix grecque, pour la cathédrale Saint-Paul.
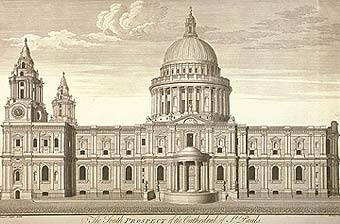
Projet définitif de la cathédrale Saint-Paul.
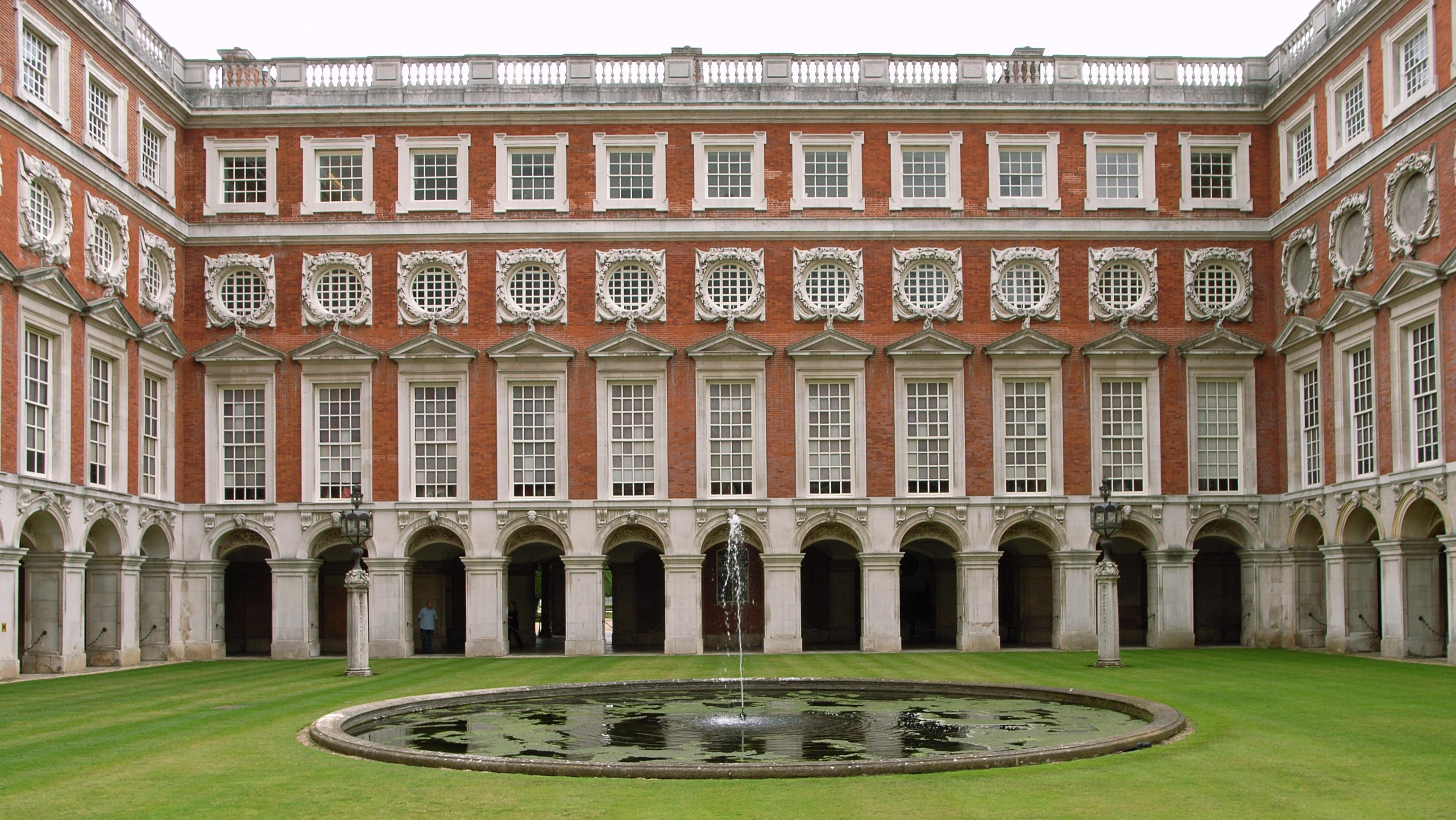
Palais de Hampton Court (1689–1702).
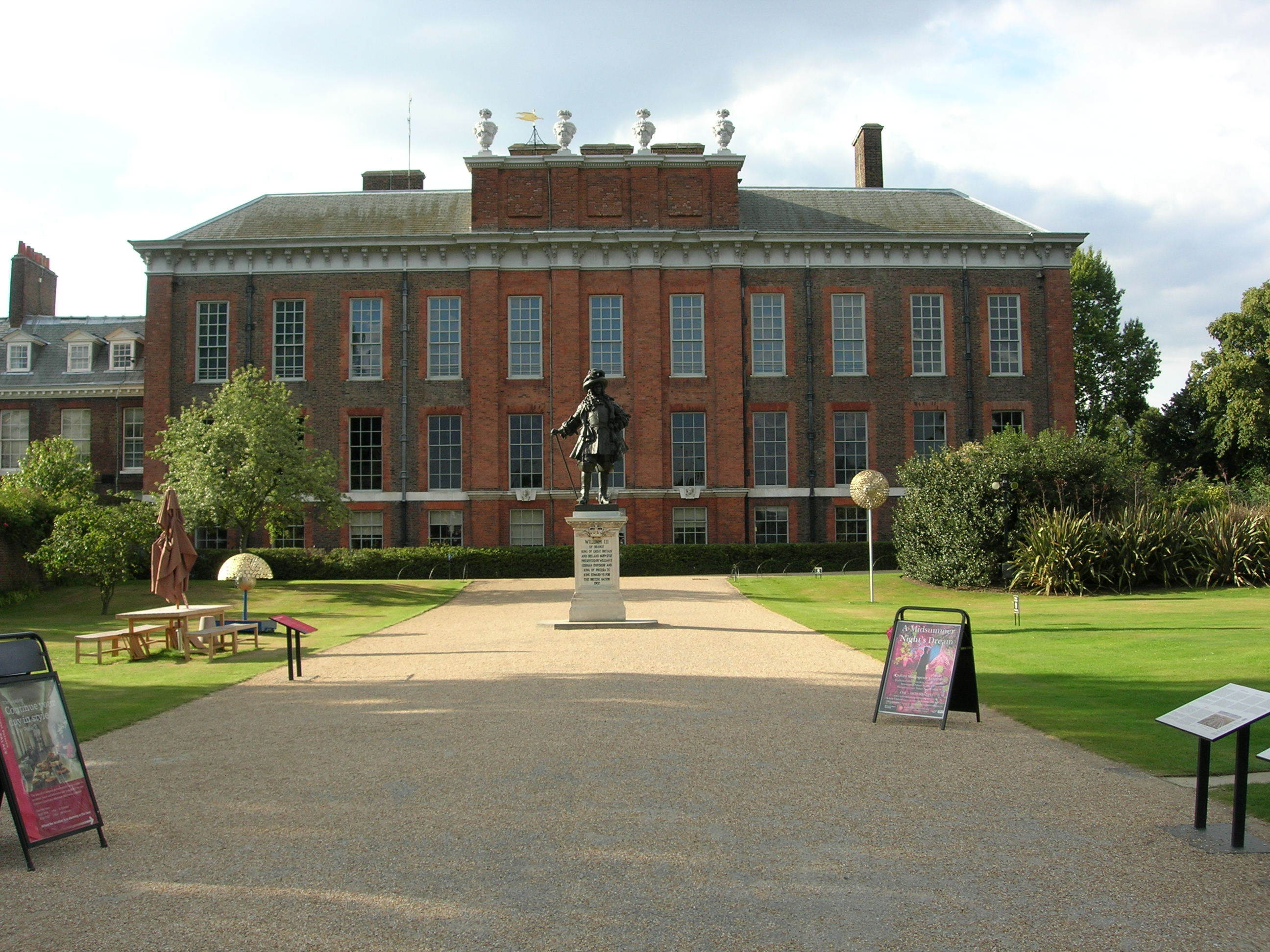
Palais de Kensington.
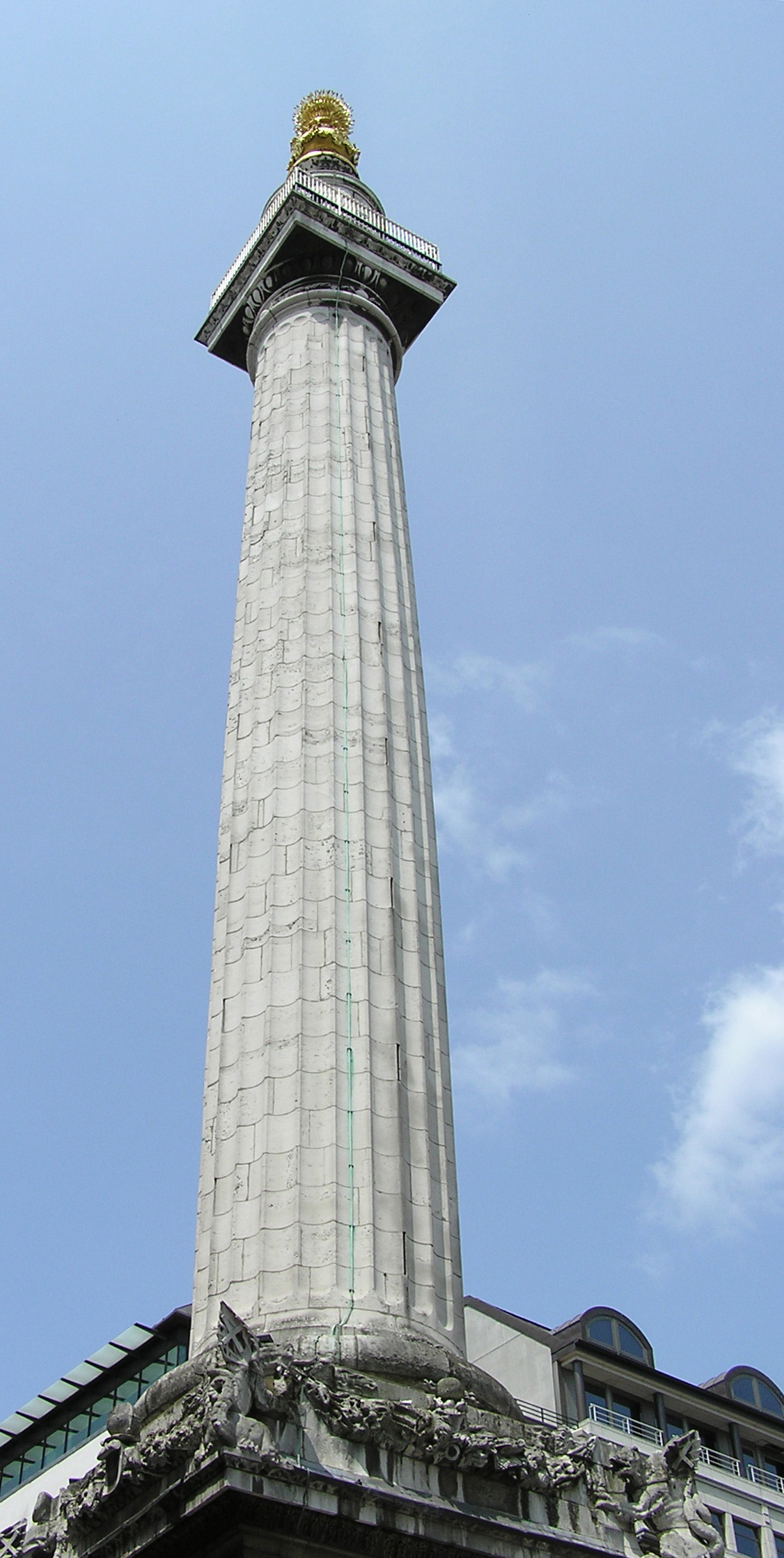
Monument au Grand incendie de Londres.

### Hôpitaux
- L'Hôpital royal de Chelsea
- Hôpital royal de la Marine, à Londres (en)

### Bâtiments universitaires et scientifiques
- Eton College, Buckinghamshire
- École du Christ's Hospital, Londres
- École St John Moore, Appleby, Leicestershire
- Collège de William et Mary, Williamsburg, Virginie, États-Unis
- Garden Quadrangle, Trinity College, Oxford
- Bâtiment Williamson du Queen's College, Oxford
- La bibliothèque de la cathédrale de Lincoln, Lincoln
- La bibliothèque du Trinity College, Cambridge
- L'Observatoire royal de Greenwich, Greenwich

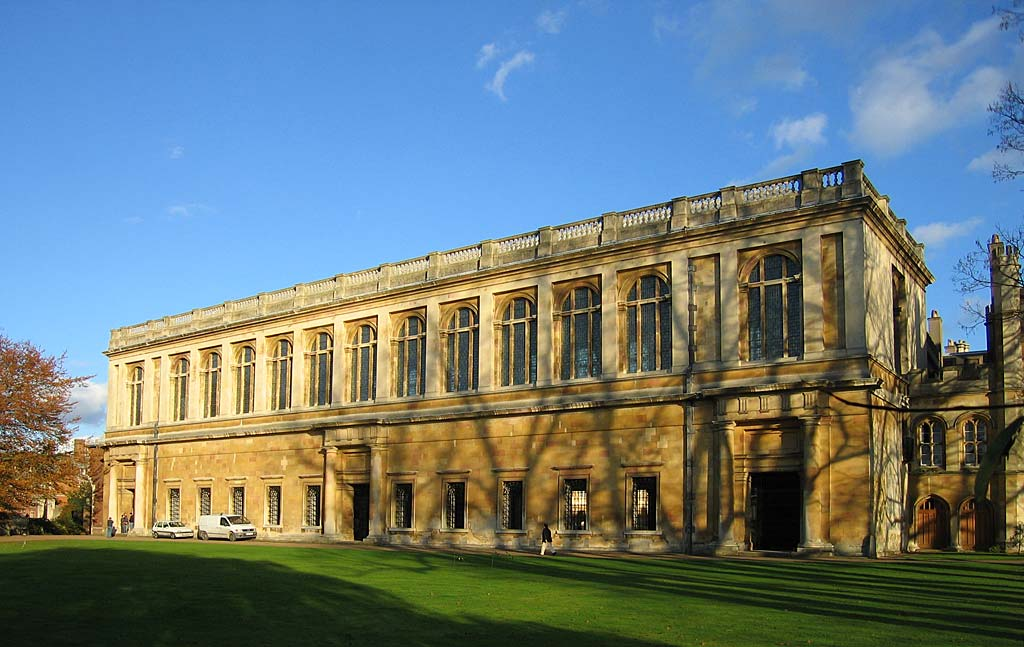
Bibliothèque Wren, Trinity College, université de Cambridge.
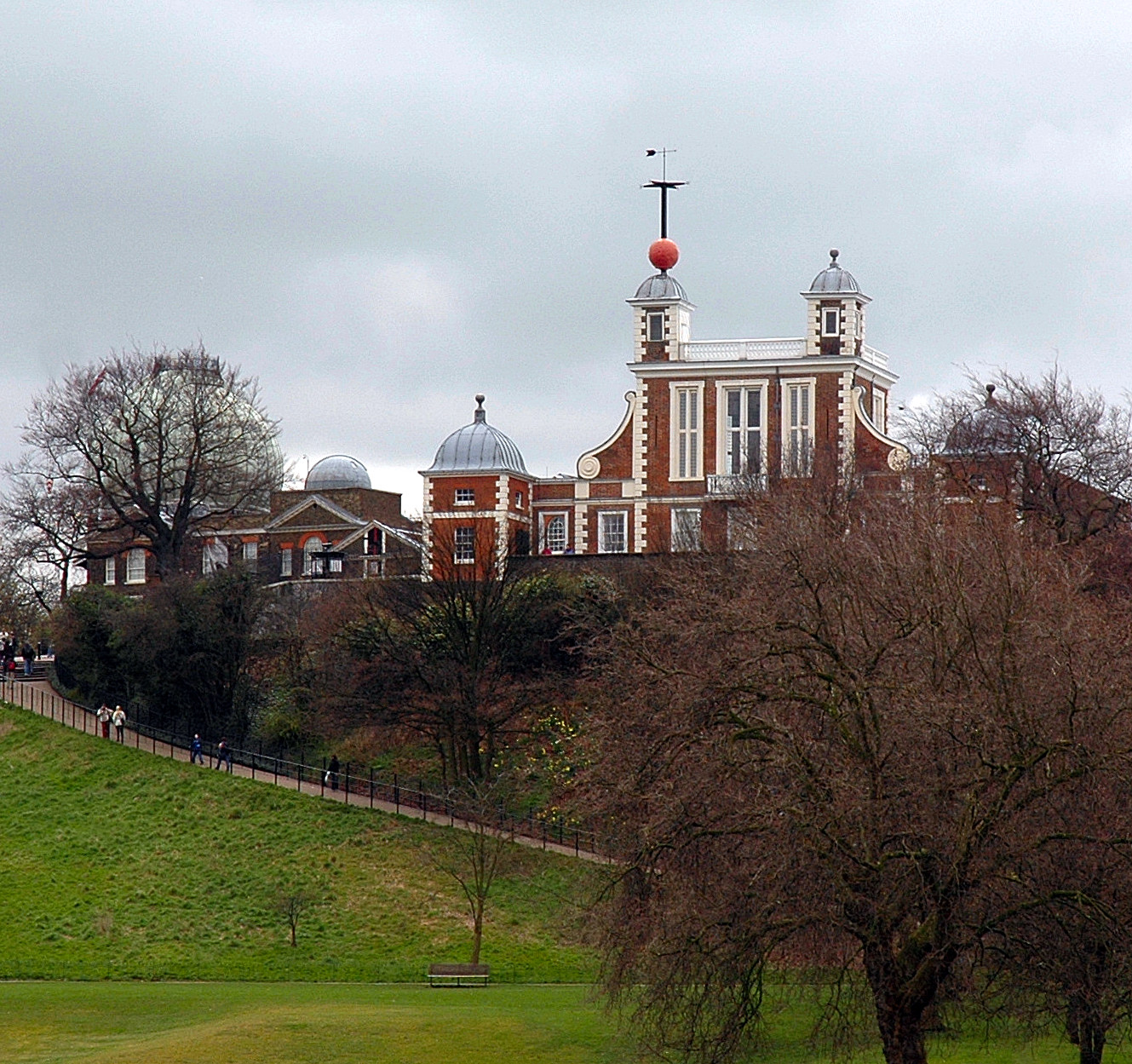
Observatoire royal de Greenwich.

### Théâtres
- Le Sheldonian Theatre, utilisé par l'université d'Oxford pour ses cérémonies
- Théâtre de Drury Lane, Londres

## Hommage
Un astéroïde de la ceinture principale, découvert le 14 décembre 1982 porte son nom : le (3062) Wren.